# Włodzimierz Terechowicz
Włodzimierz Terechowicz (ur. w 1933, zm. 23 października 2021) – polski malarz, grafik, plakacista, projektant znaczków pocztowych i kopert FDC, nauczyciel akademicki.

## Życiorys
Był absolwentem Akademii Sztuk Pięknych w Warszawie. Studiował tam malarstwo i rysunek pod kierunkiem Wojciecha Fangora oraz plakat w pracowni Henryka Tomaszewskiego, u którego obronił (z wyróżnieniem) dyplom. Później sam był wykładowcą na Wydziale Grafiki i Fotografii ASP. Nauczał projektowania graficznego.
Tworzył głównie plakaty filmowe, lecz jego najbardziej rozpoznawalnym dziełem stał się plakat Pantomima, promujący Wrocławski Teatr Pantomimy Henryka Tomaszewskiego. Praca przedstawia kolorową głową mima, ozdobioną „fryzurą” z postaci tancerzy układających się w litery alfabetu i tworzących napis tytułowy. Był także twórcą okładek płyt gramofonowych i DVD, oraz ilustracji i opracowań graficznych książek.
Założył i przez wiele lat prowadził w Warszawie własną firmę graficzną – Ink Art Studio Włodzimierz Terechowicz.
Jego obrazy i plakaty były prezentowane na licznych wystawach w kraju i za granicą m.in. w Lahti i Bratysławie. Prace artysty znajdują się w zbiorach galeryjnych i prywatnych we Francji, Niemczech, Norwegii, USA, Kanadzie, Japonii i Australii.  

Maria Półtorak: Malarstwo Terechowicza cechuje umiłowanie alegorii, ale nie jest to forma powielania schematu, lecz nakreślanie jej na nowo. […] chociaż obrazy składają się ze znanych symboli, to zaskakuje nas powiązanie tych elementów w jednej kompozycji malarskiej. […] Scalenie wszystkich elementów-kluczy daje efekt, który można zawrzeć w słowach: mistyka – obserwacja – osobista refleksja.

## Wybrana twórczość

### Plakaty
- Pantomima, 1972
- Bezbronne nagietki, 1973
- Święto Ludowe, 1976
- Centralne dożynki • Leszno, 1977
- Centralne dożynki • Zamość, 1980
- Gniazdo złoczyńców, 1981
- Ciemne słońce, 1981
- Elegia
- Światowy Dzień Turystyki
- Polski len
- Być albo nie być, 1983
- Krajowy Festiwal Filmów Sportowych, 1984
- Wspomnienia za starego Pekinu, 1984
- Owacje, 1984
- Miłość i gołębie, 1985
- Wyznawcy zła, 1988
- Kruk, 1997

### Ilustracje i opracowania graficzne książek
- Kamień i cierpienie (obwoluta), aut. Karol Schulz, wyd. PIW, 1970
- Korespondencja Fryderyka Chopina z rodziną (obwoluta) , opr. Halina Sołdaczuk, wyd. PIW, 1972
- Sedno rzeczy (obwoluta), aut. Natsume Sōseki, wyd. PIW, 1973
- Stefek Burczymucha, aut. Maria Konopnicka,  wyd. Nasza Księgarnia, 1979
- O Ali, Wojtku, kocie i rysowaniu na płocie, aut. Maria Łastowiecka, wyd. Nasza Księgarnia, 1979
- W Dolinie Muminków, aut. Tove Jansson, wyd. Nasza Księgarnia, 1981

### Okładki płyt gramofonowych
- Gounod • Faust, wyd. Polskie Nagrania „Muza”, XL 0387
- Feliks Dzierżanowski • Zabawa do rana, wyd. PN „Muza”, XL 0389
- Beetoven • I Symfonia – IX Symfonia, wyd. PN „Muza”, SX 0134–135
- Beetoven • VI Symfonia „Pastoralna”, wyd. PN „Muza”, SX 0136
- Beetoven • VIII Symfonia, wyd. PN „Muza”, SX 0632
- Zbigniew Namysłowski • O, wyd. PN „Muza”, SX 1493

### Znaczki pocztowe
- Pozdrowienia (seria) oraz koperty FDC, 2001
- Sanktuaria Maryjne (seria, nry kat. 3981, 3985) oraz koperty FDC, 2001
- Święci polscy i europejscy (seria) oraz koperty FDC, 2002
- Pontyfikat Papieża Jana Pawła II oraz koperta FDC, 2005
- Polskie abecadło  (nr kat. 4115), 2006